# Maracha (district)
Pour les articles homonymes, voir Maracha.
Le district de Maracha est un district du nord-ouest de l'Ouganda. Il est frontalier de la République démocratique du Congo. Sa capitale est Maracha.

## Histoire
Ce district a été créé en 2006 par séparation de celui d'Arua. Il comportait alors deux comtés, celui de Maracha et celui de Terego. Après plusieurs années de désaccords, le comté de Terego est finalement revenu dans le district d'Arua. 